# Петер Брокер
Петер Брокер (на английски: Peter Broeker) е канадски пилот от Формула 1, роден е на 26 декември 1935 в Торонто, Канада.

## Кариера във Формула 1
Петер Брокер дебютира във Формула 1 през 1963 г. в Голямата награда на САЩ, в световния шампионат на Формула 1 записва 1 участие, като не успява да спечели точки. Състезава се за отбора на Стебро.